# Chalara australis
Chalara australis är en svampart som beskrevs av J. Walker & Kile 1987. Chalara australis ingår i släktet Chalara, divisionen sporsäcksvampar och riket svampar.   Inga underarter finns listade i Catalogue of Life.